# David McLeish
David McLeish est un astronome argentin.
Le Centre des planètes mineures le crédite de la découverte de l'astéroïde (2854) Rawson effectuée le 6 mai 1964.
Il a donné son nom à deux objets du ciel profond. La galaxie NGC 4535 est appelée aussi objet de McLeish et la galaxie IRAS 20048-6621 a reçu également, après sa découverte en 1948, la dénomination d'objet interactif de McLeish.